# Priziac
 Priziac  (en bretón Prizieg) es una población y comuna francesa, situada en la región de Bretaña, departamento de Morbihan, en el distrito de Pontivy y cantón de Le Faouët.

## Demografía
| 1862 | 1640 | 1367 | 1210 | 1074 | 986 |
| Para los censos de 1962 a 1999 la población legal corresponde a la población sin duplicidades (Fuente: INSEE [Consultar]) |      |      |      |      |     |